# Orzeł za najlepszą główną rolę męską
Najlepsza Główna Rola Męska – jedna z najważniejszych kategorii Polskich Nagród Filmowych. Po raz pierwszy została przyznana w 1999 roku, laureatem został Olaf Lubaszenko.
Laureaci i nominowani do Orłów w kategorii najlepsza główna rola męska:

## Lata 1990–1999
| Rok  | Laureat                                       | Nominowani |
| ---- | --------------------------------------------- | --- |
| 1998 | Olaf Lubaszenko – Zabić Sekala jako Jan Baran | - Zbigniew Buczkowski – Złote runo jako Rysio - Piotr Fronczewski – Łóżko Wierszynina jako „Wierszynin” - Krzysztof Kolberger – Kroniki domowe jako ojciec - Marek Kondrat − Złoto dezerterów jako Jan Kania - Bartosz Opania − Historia kina w Popielawach jako Józef Andryszek I |
| 1999 | Robert Gonera − Dług jako Adam Borecki        | - Mirosław Baka − Amok jako Maksymilian „Max” Rybak - Bogusław Linda − Pan Tadeusz jako Ksiądz Robak / Jacek Soplica - Jerzy Stuhr − Tydzień z życia mężczyzny jako Adam Borowski - Michał Żebrowski − Ogniem i mieczem jako Jan Skrzetuski                                        |

## Lata 2000–2009
| Rok  | Laureat                                                                                         | Nominowani |
| ---- | ----------------------------------------------------------------------------------------------- | --- |
| 2000 | Zbigniew Zapasiewicz − Życie jako śmiertelna choroba przenoszona drogą płciową jako Tomasz Berg | - Janusz Gajos − Ostatnia misja jako komisarz Piotr Sobczak - Marek Kondrat − Prawo ojca jako Michał Kord - Andrzej Seweryn − Prymas. Trzy lata z tysiąca jako Stefan Wyszyński - Jerzy Stuhr − Duże zwierzę jako Zygmunt Sawicki |
| 2001 | Zbigniew Zamachowski − Cześć Tereska jako Edzio                                                 | - Marek Kondrat − Weiser jako Paweł Heller - Rafał Królikowski − Pół serio jako różne postaci - Franciszek Pieczka − Requiem jako Bartłomiej Grab - Michał Żebrowski − Wiedźmin jako Gerald z Rivii                               |
| 2002 | Marek Kondrat − Dzień świra jako Adaś Miauczyński                                               | - Adrien Brody − Pianista jako Władysław Szpilman - Janusz Gajos − Tam i z powrotem jako Andrzej Hoffman - Janusz Gajos − Zemsta jako Cześnik Raptusiewicz - Henryk Gołębiewski − Edi jako Edi                                    |
| 2003 | Zbigniew Zamachowski − Zmruż oczy jako Jasiek                                                   | - Krzysztof Majchrzak − Pornografia jako Fryderyk - Jerzy Stuhr − Pogoda na jutro jako Józef Kozioł |
| 2004 | Marian Dziędziel − Wesele jako Wiesław Wojnar                                                   | - Jan Peszek − Ubu Król jako Ubu - Michał Żebrowski − Pręgi jako Wojciech Winkler |
| 2005 | Andrzej Chyra − Komornik jako Lucjan Bohme                                                      | - Tomasz Kot − Skazany na bluesa jako Ryszard Riedel - Zbigniew Zapasiewicz − Persona non grata jako Wiktor Leszczyński |
| 2006 | Janusz Gajos − Jasminum jako brat Zdrówko                                                       | - Marek Kondrat − Wszyscy jesteśmy Chrystusami jako Adaś Miauczyński - Leon Niemczyk − Po sezonie jako Leon Kos |
| 2007 | Robert Więckiewicz − Wszystko będzie dobrze jako Andrzej                                        | - Andrzej Chyra − Katyń jako porucznik Jerzy - Andrzej Hudziak − Parę osób, mały czas jako Miron Białoszewski |
| 2008 | Krzysztof Stroiński − Rysa jako Jan                                                             | - Marcin Dorociński − Boisko bezdomnych jako Jacek Mróz - Maciej Stuhr − 33 sceny z życia jako Piotr |
| 2009 | Borys Szyc − Wojna polsko-ruska jako Andrzej Robakiewicz „Silny”                                | - Marcin Dorociński − Rewers jako Bronisław - Marian Dziędziel − Dom zły jako Zdzisław Dziabas |

## Lata 2010–2019
| Rok  | Laureat                                                    | Nominowani |
| ---- | ---------------------------------------------------------- | --- |
| 2010 | Robert Więckiewicz − Różyczka jako Roman Rożek             | - Vincent Gallo − Essential Killing jako Mohammed - Mateusz Kościukiewicz − Wszystko, co kocham jako Janek                                                                                              |
| 2011 | Robert Więckiewicz − W ciemności jako Leopold Socha        | - Marcin Dorociński − Róża jako Tadeusz - Jakub Gierszał − Sala samobójców jako Dominik Santorski |
| 2012 | Maciej Stuhr − Pokłosie jako Józef Kalina                  | - Bartłomiej Topa − Drogówka jako sierżant sztabowy Ryszard Król - Marcin Dorociński − Obława jako kapral „Wydra”                                                                                       |
| 2013 | Dawid Ogrodnik − Chce się żyć jako Mateusz Rosiński        | - Janusz Gajos − Układ zamknięty jako Andrzej Kostrzewa - Robert Więckiewicz − Wałęsa. Człowiek z nadziei jako Lech Wałęsa                                                                              |
| 2014 | Tomasz Kot – Bogowie jako Zbigniew Religa                  | - Marcin Dorociński – Jack Strong jako Ryszard Kukliński - Robert Więckiewicz – Pod Mocnym Aniołem jako Jerzy                                                                                           |
| 2015 | Janusz Gajos – Body/Ciało jako prokurator Janusz Koprowicz | - Maciej Stuhr – Excentrycy, czyli po słonecznej stronie ulicy jako Fabian Apanowicz - Marian Dziędziel – Moje córki krowy jako Tadeusz Makowski                                                        |
| 2016 | Andrzej Seweryn – Ostatnia rodzina jako Zdzisław Beksiński | - Mirosław Haniszewski – Jestem mordercą jako Janusz Jasiński - Arkadiusz Jakubik – Wołyń jako Maciej Skiba                                                                                             |
| 2017 | Dawid Ogrodnik – Cicha Noc jako Adam                       | - Jakub Gierszał – Najlepszy jako Jerzy Górski - Bogusław Linda – Powidoki jako Władysław Strzemiński                                                                                                   |
| 2018 | Jacek Braciak – Kler jako ksiądz Leszek Lisowski           | - Janusz Gajos – Kamerdyner jako Bazyli Miotke - Tomasz Kot – Zimna wojna jako Wiktor Warski |
| 2019 | Bartosz Bielenia – Boże Ciało jako Daniel                  | - Jacek Braciak – Córka trenera jako Maciej Kornet - Dawid Ogrodnik – Ikar. Legenda Mietka Kosza jako Mieczysław Kosz - Paweł Wilczak – Pan T. jako Pan.T - Borys Szyc – Piłsudski jako Józef Piłsudski |

## Lata 2020–2029
| Rok  | Laureat                                                                     | Nominowani |
| ---- | --------------------------------------------------------------------------- | --- |
| 2020 | Piotr Trojan − 25 lat niewinności. Sprawa Tomka Komendy jako Tomasz Komenda | - Arkadiusz Jakubik – Jak najdalej stąd jako Marek Mazurek - Maciej Musiałowski – Sala samobójców. Hejter jako Tomasz Giemza - Ivan Trojan – Szarlatan jako uzdrowiciel Jan Mikolášek - Andrzej Seweryn – Zieja jako Jan Zieja  |
| 2021 | Maciej Stuhr − Powrót do tamtych dni jako Alek Malinowski                   | - Piotr Głowacki – Mistrz jako Tadeusz „Teddy” Pietrzykowski - Jacek Braciak – Moje wspaniałe życie jako Witek Lisiecki - Robert Więckiewicz – Wesele jako Rysiek Wilk - Tomasz Ziętek – Żeby nie było śladów jako Jurek Popiel |
| 2022 | Dawid Ogrodnik − Johnny jako ksiądz Kaczkowski                              | - Ireneusz Czop – Broad Peak jako Maciej Berbeka - Tomasz Schuchardt – Chrzciny jako Wojtek - Jacek Beler – Inni ludzie jako Kamil - Piotr Trojan – Johnny jako Patryk Galewski                                                 |
| 2023 | Eryk Kulm – Filip jako Filip                                                | - Jakub Gierszał – Doppelgänger. Sobowtór jako Józef Wieczorek - Bartosz Bielenia – Kos jako Ignac Sikora - Tomasz Włosok – Zielona granica jako Jan - Leszek Lichota – Znachor jako prof. Rafał Wilczur vel Antoni Kosiba      |

## Ranking laureatów
| Laureat              | Liczba nagród |
| -------------------- | ------------- |
| Dawid Ogrodnik       | 3             |
| Robert Więckiewicz   | 3             |
| Janusz Gajos         | 2             |
| Zbigniew Zamachowski | 2             |

## Ranking nominowanych
| Laureat            | Liczba nominacji |
| ------------------ | ---------------- |
| Janusz Gajos       | 7                |
| Robert Więckiewicz | 6                |
| Marcin Dorociński  | 5                |
| Marek Kondrat      | 5                |
| Maciej Stuhr       | 4                |
| Marian Dziędziel   | 3                |
| Jerzy Stuhr        | 3                |
| Michał Żebrowski   | 3                |